# Адміністративний устрій Монастириського району
Адміністративний устрій Монастириського району — адміністративно-територіальний поділ Монастириського району Тернопільської області на 1 міську, 1 селищну громади та 22 сільських рад, які об'єднують 48 населених пунктів та підпорядковані Монастириській районній раді. Адміністративний центр — місто Монастириська.

## Список громадМонастириського району
- Коропецька селищна громада
- Монастириська міська громада

## Список радМонастириського району
| №  | Назва                        | Центр          | Населені пункти                     | Площа км² | Місце за площею | Населення (2001), осіб | Місце за населенням |
| -- | ---------------------------- | -------------- | ----------------------------------- | --------- | --------------- | ---------------------- | ------------------- |
| 1  | Бертниківська сільська рада  | с. Бертники    | с. Бертники                         | 1,690     |                 | 450                    | 26                  |
| 2  | Велеснівська сільська рада   | с. Велеснів    | с. Велеснів с. Залісся              | 4,330     |                 | 975                    | 13                  |
| 3  | Висоцька сільська рада       | с. Високе      | с. Високе                           | 6,320     |                 | 1286                   | 5                   |
| 4  | Вістрянська сільська рада    | с. Вістря      | с. Вістря                           | 2,893     |                 | 1050                   | 11                  |
| 5  | Гориглядівська сільська рада | с. Горигляди   | с. Горигляди                        | 3,433     |                 | 1220                   | 6                   |
| 6  | Горожанська сільська рада    | с. Горожанка   | с. Горожанка с. Саджівка            | 7,774     |                 | 1108                   | 8                   |
| 7  | Гранітненська сільська рада  | с. Гранітне    | с. Гранітне                         | 2,654     |                 | 384                    | 30                  |
| 8  | Григорівська сільська рада   | с. Григорів    | с. Григорів                         | 4,486     |                 | 686                    | 19                  |
| 9  | Доброводівська сільська рада | с. Доброводи   | с. Доброводи                        | 2,496     |                 | 726                    | 18                  |
| 10 | Завадівська сільська рада    | с. Завадівка   | с. Завадівка с. Коржова с. Маркова  | 6,106     |                 | 1069                   | 10                  |
| 11 | Задарівська сільська рада    | с. Задарів     | с. Задарів с. Сеньків               | 4,340     |                 | 1397                   | 3                   |
| 12 | Заставецька сільська рада    | с. Заставці    | с. Заставці                         | 2,533     |                 | 391                    | 29                  |
| 13 | Красіївська сільська рада    | с. Красіїв     | с. Красіїв                          | 2,967     |                 | 818                    | 16                  |
| 14 | Лазарівська сільська рада    | с. Лазарівка   | с. Лазарівка с. Низьколизи          | 3,909     |                 | 682                    | 20                  |
| 15 | Лядська сільська рада        | с. Лядське     | с. Лядське с. Бобрівники            | 6,070     |                 | 844                    | 14                  |
| 16 | Олешівська сільська рада     | с. Олеша       | с. Олеша с. Савелівка               | 2,704     |                 | 614                    | 24                  |
| 17 | Підліснянська сільська рада  | с. Підлісне    | с. Підлісне                         | 2,970     |                 | 448                    | 27                  |
| 18 | Тростянецька сільська рада   | с. Тростянці   | с. Тростянці                        | 2,679     |                 | 478                    | 25                  |
| 19 | Устя-Зеленська сільська рада | с. Устя-Зелене | с. Устя-Зелене с. Лука с. Межигір'я | 8,737     |                 | 1343                   | 4                   |
| 20 | Чехівська сільська рада      | с. Чехів       | с. Чехів                            | 2,103     |                 | 324                    | 31                  |
| 21 | Швейківська сільська рада    | с. Швейків     | с. Швейків                          | 7,868     |                 | 787                    | 17                  |
| 22 | Яргорівська сільська рада    | с. Яргорів     | с. Яргорів                          | 2,825     |                 | 657                    | 22                  |

* Примітки: м. — місто, с-ще — селище, смт — селище міського типу, с. — село